# دیدارهای فوتبال ایران و چین
تیم های ملی فوتبال ایران و چین تاکنون ۲۶ بار در مقابل یکدیگر قرار گرفته‌اند. حاصل این بازیها، ۱۴ پیروزی برای ایران، ۵ پیروزی برای چین و ۷ تساوی بوده‌است
در این بازیها جمعاً ۶۶ گل به ثمر رسیده است که سهم ایران ۴۵ گل و سهم چین ۲۱ گل می‌باشد
دو بار در بازیهای جام ملتهای آسیا تکلیف برنده در ضربات پنالتی مشخص شده‌است که یکبار ایران و یکبار چین برنده ضربات پنالتی بوده است اما با توجه به قوانین فدراسیون بین المللی فوتبال نتیجه هر دو بازی در امار فیفا تساوی قید شده است.

## اولین بازی
اولین بازی بین این دو تیم در تاریخ ۲۱ خرداد ۱۳۵۵ از سری مسابقات جام ملت‌های آسیا ۱۹۷۶ برگزار شد که با برد ۲ بر ۰ تیم ملی ایران به پایان رسید
تیم چین در بازی چهارم موفق به کسب اولین بردش در برابر ایران شد

## بهترین برد
بهترین برد تیم ملی ایران در برابر تیم ملی چین کسب نتیجه ۴ بر ۰ می‌باشد که دو بار تکرار شده‌است
برای اولین بار در چهارم بهمن ۱۳۶۳ در مسابقات نهرو کاپ هند و برای بار دوم در سی دی ۱۳۷۹ در مسابقات جام تمدن‌ها در تهران به دست آمده‌است
ایران در بازیهای رسمی نیز برد با نتیجه ۴ بر ۱ در برابر چین را کسب کرده‌است
بهترین برد تیم ملی چین در برابر ایران کسب نتیجه ۲ بر ۰ می‌باشد که در سال ۱۳۶۸ به دست آمده‌است

## فاصله بین بردها
بیشترین فاصله‌ای که بین دو برد تیم ملی چین افتاده‌است ۱۰ بازی می‌باشد (۸ برد و ۲ مساوی برای ایران)
بیشترین فاصله‌ای که بین دو برد تیم ملی ایران افتاده‌است ۳ بازی می‌باشد (بار اول: دو مساوی و یک برد برای چین – بار دوم: هر دو برد و یک مساوی برای چین)
تیم ملی ایران تجربه کسب برد در پنج بازی متوالی در برابر تیم ملی چین را دارد

## بررسی کلی بازیها
| بردهای ایران | 15 بازی |            | گل‌های ایران | ۴۵ گل                            |         | بازی‌های برگزار شده در ایران | ۶ بازی |
| مساوی        | 5 بازی  | گل‌های چین  | ۲۱ گل       | بازی‌های برگزار شده در کشور بی‌طرف | ۱۰ بازی |                             |        |
| بردهای چین   | 6 بازی  |            |             | بازی‌های برگزار شده در چین        | ۱۰ بازی |                             |        |
| مجموع بازی‌ها | ۲۶ بازی | مجموع گل‌ها | ۶۶ گل       | مجموع بازی‌ها                     | ۲۶ بازی |                             |        |

## عنوان بازیها
| #   | عنوان بازی            | تعداد بازی | برد ایران | برد چین | مساوی |
| --- | --------------------- | ---------- | --------- | ------- | ----- |
| ۱   | جام ملتهای آسیا       | ۷          | ۳         | ۰       | ۴     |
| ۲   | مقدماتی جام جهانی     | ۶          | ۴         | ۱       | ۱     |
| ۳   | مقدماتی المپیک        | ۱          | ۰         | ۱       | ۰     |
| ۴   | بازیهای المپیک آسیایی | ۳          | ۲         | ۱       | ۰     |
| ۵   | دوستانه               | ۹          | ۵         | ۳       | ۱     |
| جمع | جمع                   | ۲۶         | ۱۴        | ۶       | ۶     |

| عملکرد دو تیم در بازیهای رسمی | عملکرد دو تیم در بازیهای رسمی | عملکرد دو تیم در بازیهای رسمی | عملکرد دو تیم در بازیهای رسمی |
| ----------------------------- | ----------------------------- | ----------------------------- | ----------------------------- |
| بازی                          | برد ایران                     | برد چین                       | مساوی                         |
| ۱۷ بازی                       | ۹ بازی                        | ۳ بازی                        | ۵ بازی                        |

## میزبان و میهمان
| بازیهایی که در ایران برگزار شده‌است       | بازیهایی که در ایران برگزار شده‌است | بازیهایی که در ایران برگزار شده‌است | بازیهایی که در ایران برگزار شده‌است |
| تیم                                      | برد                                | مساوی                              | باخت                               |
| ---------------------------------------- | ---------------------------------- | ---------------------------------- | ---------------------------------- |
| ایران                                    | ۶                                  | ۰                                  | ۰                                  |
| چین                                      | ۰                                  | ۰                                  | ۶                                  |
| بازیهایی که در چین برگزار شده‌است         |                                    |                                    |                                    |
| تیم                                      | برد                                | مساوی                              | باخت                               |
| ایران                                    | ۲                                  | ۳                                  | ۴                                  |
| چین                                      | ۴                                  | ۳                                  | ۲                                  |
| بازیهایی که در کشوری بی‌طرف برگزار شده‌است |                                    |                                    |                                    |
| تیم                                      | برد                                | مساوی                              | باخت                               |
| ایران                                    | ۶                                  | ۴                                  | ۱                                  |
| چین                                      | ۱                                  | ۴                                  | ۶                                  |

## فهرست کلی بازیها
| #  | تاریخ      | نتیجه بازی            | ورزشگاه / شهر                      | عنوان بازیها           | گلزنان                                                                                           |
| -- | ---------- | --------------------- | ---------------------------------- | ---------------------- | ------------------------------------------------------------------------------------------------ |
| ۲۶ | ۱۳۹۷/۱۱/۴  | ایران ۳–۰ چین         | محمد بن زاید، ابوظبی               | جام ملت‌های آسیا ۲۰۱۹   | مهدی طارمی (۱۸) – سردار آزمون (۳۱) – کریم انصاری‌فرد (۱+۹۰)                                       |
| ۲۵ | ۱۳۹۶/۱/۸   | ایران ۱–۰ چین         | آزادی، تهران                       | مقدماتی جام جهانی ۲۰۱۸ | مهدی طارمی (۴۶)                                                                                  |
| ۲۴ | ۱۳۹۵/۶/۱۶  | ایران ۰–۰ چین         | المپیک شن‌یانگ، شن‌یانگ              | مقدماتی جام جهانی ۲۰۱۸ | [ ۸ ]                                                                                            |
| ۲۳ | ۱۳۸۹/۶/۱۲  | ایران ۲–۰ چین         | ژنگژو Hanghai Stadium              | بازی دوستانه           | آندرانیک تیموریان (۳۸) – محمد غلامی (۵۹)                                                         |
| ۲۲ | ۱۳۸۸/۳/۱۱  | ایران ۰–۱ چین         | المپیک کینگ هوانگداو کینگ هوانگداو | بازی دوستانه           | گائو لین (۴۴)                                                                                    |
| ۲۱ | ۱۳۸۷/۱۰/۲۰ | ایران ۳–۱ چین         | آزادی، تهران                       | بازی دوستانه           | آرش برهانی (۱۹) – کریم باقری (۲۶) – مازیار زارع (۷۱-پ) ** هوانگ بوون (۶۵)                        |
| ۲۰ | ۱۳۸۷/۹/۲۹  | ایران ۲–۰ چین         | سلطان قابوس، مسقط                  | تورنمنت ۴ جانبه عمان   | مهدی سیدصالحی (۴۳-پ) – پژمان نوری (۷۲)                                                           |
| ۱۹ | ۱۳۸۶/۴/۲۵  | ایران ۲–۲ چین         | بوکیت جلیل، کوالالامپور            | جام ملت‌های آسیا ۲۰۰۷   | فریدون زندی (۴۵) – جواد نکونام (۷۳) شائو جیایی (۶) – مائو ژیان-کینگ (۳۲)                         |
| ۱۸ | ۱۳۸۳/۵/۱۳  | ایران ۱(۳) - (۴)۱ چین | ورزشگاه کارگران، پکن               | جام ملت‌های آسیا ۲۰۰۴   | محمد علوی (۳۸) ** شائو جیایی (۱۹)                                                                |
| ۱۷ | ۱۳۷۹/۱۰/۳۰ | ایران ۴–۰ چین         | آزادی، تهران                       | جام تمدن‌ها             | علی دایی (۱۳) – یدالله اکبری (۲۴) – محمدرضا مهدوی (۳۸) علی‌رضا واحدی نیکبخت (۸۱)                  |
| ۱۶ | ۱۳۷۷/۹/۲۵  | ایران ۱–۰ چین         | راجامانگالا، بانکوک                | بازی‌های آسیایی ۱۹۹۸    | علی موسوی (۵۰)                                                                                   |
| ۱۵ | ۱۳۷۷/۹/۲۱  | ایران ۲–۱ چین         | سوپاچالاسای، بانکوک                | بازی‌های آسیایی ۱۹۹۸    | علی دایی (۲۸) – کریم باقری (۳۰) ** لی ژین-یو (۱۰)                                                |
| ۱۴ | ۱۳۷۶/۷/۲۵  | ایران ۴–۱ چین         | آزادی، تهران                       | مقدماتی جام جهانی ۱۹۹۸ | علیرضا منصوریان (۲) – علی‌اصغر مدیرروستا (۴۴) – کریم باقری (۶۹) علی دایی (۷۳) ** مائو یی-ژون (۸۷) |
| ۱۳ | ۱۳۷۶/۶/۲۲  | ایران ۴–۲ چین         | ورزشگاه جین-ژو، دالیان             | مقدماتی جام جهانی ۱۹۹۸ | کریم باقری (۶۱-پ) – مهدی مهدوی‌کیا (۶۷ و ۷۳) علی‌اصغر مدیرروستا (۷۳) فان ژی (۴۴) – لی-مینگ (۵۴)    |
| ۱۲ | ۱۳۷۶/۲/۷   | ایران ۰–۰ چین         | ورزشگاه کارگران، پکن               | بازی دوستانه           | [ ۲۰ ]                                                                                           |
| ۱۱ | ۱۳۷۳/۷/۱۵  | ایران ۰–۱ چین         | ورزشگاه بیگ آرچ، هیروشیما          | بازی‌های آسیایی ۱۹۹۴    | هوی ژی-جون (۸۰)                                                                                  |
| ۱۰ | ۱۳۶۸/۴/۳۱  | ایران ۳–۲ چین         | آزادی، تهران                       | مقدماتی جام جهانی ۱۹۹۰ | محسن گروسی (۱۵) – علی افتخاری (۱۶) – فرشاد پیوس (۵۳) چائو مای (۶۴) – مای لین (۶۶)                |
| ۹  | ۱۳۶۸/۴/۲۴  | ایران ۰–۲ چین         | Wulihe Stadium شن‌یانگ              | مقدماتی جام جهانی ۱۹۹۰ | گوان جیا ژی (۷۳) – ون ژنگ ژیائو (۸۷)                                                             |
| ۸  | ۱۳۶۷/۹/۲۶  | ایران ۰(۳) - (۰)۰ چین | حمد بن خلیفه، دوحه                 | جام ملت‌های آسیا ۱۹۸۸   | [ ۲۴ ]                                                                                           |
| ۷  | ۱۳۶۵/۳/۷   | ایران ۱–۲ چین         | پکن، چین                           | بازی دوستانه           | غلامرضا فتح‌آبادی ** لی هوی – لیو های-گوانگ                                                       |
| ۶  | ۱۳۶۳/۱۱/۴  | ایران ۴–۰ چین         | کوچین، هند                         | NEHRU CUP              | فرشاد پیوس – عبدالعلی چنگیز – غلامرضا فتح‌آبادی (۲ کل)                                            |
| ۵  | ۱۳۶۳/۹/۱۲  | ایران ۲–۰ چین         | ورزشگاه ملی سنگاپور، سنگاپور       | جام ملت‌های آسیا ۱۹۸۴   | ناصر محمدخانی (۵۷) – ضیا عربشاهی (۷۲)                                                            |
| ۴  | ۱۳۶۳/۴/۱۵  | ایران ۰–۱ چین         | ورزشگاه کارگران، پکن               | بازی دوستانه           | ژئو بو                                                                                           |
| ۳  | ۱۳۵۹/۶/۲۹  | ایران ۲–۲ چین         | ورزشگاه العربی، کویت               | جام ملت‌های آسیا ۱۹۸۰   | حمید علیدوستی (۳۵) – بهتاش فریبا (۷۰) چین جین ژنگ (۷۴) – چین شانگ بین (۸۹)                       |
| ۲  | ۱۳۵۸/۱۲/۸  | ایران ۲–۲ چین         | ورزشگاه ملی سنگاپور، سنگاپور       | مقدماتی المپیک ۱۹۸۰    | عبدالرضا برزگری (۶۴) – محمود ابراهیم‌زاده (۸۹) گوانگ-مینگ گو (۸۱) – شانگ-بین چی(۸۳)               |
| ۱  | ۱۳۵۵/۳/۲۱  | ایران ۲–۰ چین         | آریامهر، تهران                     | جام ملت‌های آسیا ۱۹۷۶   | علیرضا خورشیدی (۱۰۴) – حسن روشن (۱۱۹)                                                            |

## گلزنان
کلا ۲۰ بازیکن ایرانی با پیراهن تیم ملی ایران موفق به زدن گل به تیم ملی چین شده‌اند که کریم باقری با زدن ۴ گل بهترین گلزن ایران در تاریخ جدالهایش با تیم ملی چین است
برای تیم ملی چین نیز ۲۰ بازیکن مختلف در برابر تیم ملی ایران گلزنی کرده‌اند که شائو جیایی با زدن ۲ گل بهترین گلزن چینی‌ها در برابر تیم ملی ایران می‌باشد

### گلزنان ایران
۴ گل: کریم باقری
۳ گل: علی دایی – غلامرضا فتح‌آبادی
۲ گل: مهدی طارمی – علی‌اصغر مدیرروستا – مهدی مهدوی‌کیا – فرشاد پیوس
۱ گل: کریم انصاری‌فرد – سردار آزمون – محمد غلامی – آندرانیک تیموریان – مازیار زارع – آرش برهانی – پژمان نوری
مهدی سیدصالحی – جواد نکونام – فریدون زندی – محمد علوی – علیرضا واحدی نیکبخت – محمدرضا مهدوی
یدالله اکبری – علی موسوی – علیرضا منصوریان – علی افتخاری – محسن گروسی – عبدالعلی چنگیز
ضیا عربشاهی – ناصر محمدخانی – بهتاش فریبا – حمید علیدوستی – محمود ابراهیم‌زاده – عبدالرضا برزگری
حسن روشن – علیرضا خورشیدی

### گلزنان چین
۲ گل: شائو جیایی
۱ گل: گائو لین – هوانگ بوون – مائو ژیان‌کینگ – لی ژین‌یو – مائو یی ژون
فان ژی – لی مینگ – هوی ژی‌جون – چائو مای – مای لین
گوان جیا ژی – ون ژنگ ژیائو – لی هوی – لیو های‌گوانگ – ژئو بو
چین جین ژنگ – چین شانگ بین – گوانگ مینگ‌گو – شانگ‌بین چی